# Programa de Seguro Médico Infantil

Logo del Departamento de Salud y Servicios Sociales de los Estados Unidos.

El Programa de Seguro Médico para Niños (en inglés estadounidense: Childrens Health Insurance Program) (CHIP), es un programa administrado por el Departamento de Salud y Servicios Sociales de los Estados Unidos que ofrece fondos de contrapartida a los estados para el seguro médico de familias con niños.
El programa fue diseñado para cubrir a los niños sin seguro médico de familias con ingresos modestos pero demasiado altos para calificar para el programa Medicaid. El programa se convirtió en ley como parte de la Ley de Presupuesto Equilibrado de 1997, y la autoridad legal para el programa CHIP está bajo el título XXI de la Ley de Seguridad Social. La legislación para crear el programa CHIP fue copatrocinada por el senador demócrata Ted Kennedy y el senador republicano Orrin Hatch, y recibió un fuerte apoyo de la primera dama Hillary Clinton. A pesar de la oposición de algunos políticos conservadores, el CHIP se incluyó en la Ley de Presupuesto Equilibrado de 1997, que el presidente Clinton promulgó en agosto de 1997. En el momento de su creación, el CHIP representaba la mayor expansión de la cobertura del seguro médico para niños financiada por los contribuyentes en los Estados Unidos desde el establecimiento del peograma Medicaid en 1965. La Ley de Reautorización del Seguro Médico para Niños de 2009 se extendió al programa CHIP y expandió el programa para cubrir a 4 millones de niños y mujeres embarazadas adicionales. La Ley de presupuesto bipartidista de 2018 extendió la autorización del programa CHIP hasta el año 2027. El CHIP fue diseñado como una asociación federal y estatal similar al programa Medicaid, los programas son administrados por los estados individuales de acuerdo con los requisitos establecidos por los Centros de Servicios de Medicare y Medicaid federales. Los estados tienen flexibilidad para diseñar las políticas del CHIP dentro de las pautas federales generales, lo que resulta en variaciones en cuanto a elegibilidad, beneficios y administración en los diferentes estados. Muchos estados realizan contratos con empresas privadas para administrar algunas partes de sus beneficios del programa CHIP.  Algunos estados han recibido autoridad para usar los fondos del CHIP para cubrir a ciertos adultos, incluidas las mujeres embarazadas y los padres de niños que reciben beneficios del CHIP y de Medicaid. El programa CHIP ofreció cobertura sanitaria a 7,6 millones de niños durante el año fiscal federal 2010.